# Problemes de Fermi
Un Problema de Fermi (o pregunta de Fermi o estimació de Fermi) és en física i d'altres ciències, un problema d'estimació concebut per tal d'ensenyar la manera de fer aproximacions correctes sobre quantitats que semblen impossibles de calcular, sense conèixer les dades exactes i fent suposicions encertades.
El nom d'aquestes estimacions és un homenatge al físic Enrico Fermi, qui presentava aquests tipus de problemes als seus estudiants de física, i tenia molta habilitat per fer bones aproximacions a partir de poques o cap dada. Un exemple és l'estimació que va fer de la força de la bomba atòmica que van fer explotar a l'assaig nuclear Trinity, només basant-se amb la distància recorreguda per uns paperets que va deixar caure quan arribava l'ona expansiva. La seva estimació de 10 kilotones de TNT va ser molt propera al valor que es coneix actualment de 20 kilotons.
L'exemple clàssic de problema de Fermi, generalment atribuït al mateix Enrico Fermi, és estimar quants afinadors de piano hi ha a Chicago. Per arribar a una estimació raonada es podrien fer les següents suposicions:
- A Chicago viuen uns 5 milions de persones.
- A cada casa hi viu una mitjana de 2 persones.
- Una de cada 20 cases té un piano.
- Un piano s'afina un cop a l'any.

(5.000.000 persones) / (2 persones/casa) * (1 piano/20 cases) * (1 afinació de piano per any) = 125.000 afinacions per any.
- Un afinador tarda unes dues hores a fer la feina, incloent el temps de desplaçament.
- Cada afinador treballa 8 hores al dia, 5 dies a la setmana i 50 setmanes a l'any.

(8 hores)*(5 dies)*(50 setmanes) = 2.000 hores a l'any treballades.
Com que cada afinació requereix 2 hores, cada afinador realitza 1.000 afinacions per any. Per tant, si teníem 125.000 afinacions per any a Chicago i cada afinador en fa 1.000, estimem que hi ha 125 afinadors.
La resposta així obtinguda no és exacta, degut sobretot a possibles errors en les suposicions inicials, però proporciona una idea de l'ordre de magnitud de la resposta i amb aquesta informació fonamentada és possible prendre decisions.
No existeix una definició a la literatura científica que determini completament quan una pregunta d'estimació és un problema de Fermi, però es caracteritzen com a problemes realistes, oberts i no estàndard on els estudiants han de fer hipòtesis sobre la situació del problema i estimar les quantitats rellevants abans de resoldre’ls a partir de càlculs senzills. Tot i que es van originar en l'ensenyament de la física, en les últimes dècades els problemes de Fermi han despertat interès i s'han utilitzat en altres assignatures i disciplines, com ara l'ensenyament i l'aprenentatge de les matemàtiques. En la seva formulació, els problemes de Fermi ofereixen poca o cap informació específica pel que fa a guiar el procés de resolució de problemes, el que significa que es poden connectar a diferents continguts curriculars.
A la recerca s’han trobat connexions entre la resolució de problemes de Fermi i l'aprenentatge de la modelització matemàtica en diferents etapes educatives, ja sigui entre estudiants universitaris, estudiants de secundària i també amb alumnes de primària. Aquestes investigacions deixen clar que per resoldre un problema de Fermi els estudiants han de ser capaços d'identificar les variables clau del fenomen estudiat, establir les relacions principals entre aquestes variables, determinar els valors necessaris mitjançant l'estimació o altres mètodes i calcular els valors requerits en l'enunciat del problema.
En general, el procediment proposat per Fermi per resoldre els problemes que porten el seu nom va ser descompondre el problema original en sub-problemes més simples i arribar a una solució a la pregunta original fent estimacions raonables o conjectures raonades després de considerar primer els sub-problemes individuals. A la literatura aquesta manera de treballar es coneix com el mètode d'estimacions de Fermi. La investigació suggereix que els estudiants de secundària poden aprendre aquest mètode amb èxit. També s'ha suggerit que treballar en problemes de Fermi que impliquen contextos socialment rellevants proporciona una manera de millorar el pensament crític i es pot utilitzar per entendre el món que ens envolta.